# Ernst Peters (Komponist)
Ernst Peters (* 13. Januar 1869 in Koblenz; † 31. Januar 1960 in Niederprüm) war ein deutscher Musikpädagoge und Komponist.

## Leben und Wirken
Peters verbrachte seine Schulzeit von 1895 bis 1900 in Krefeld. Er erhielt seine musikalische Ausbildung am Konservatorium in Köln bei Pauer, Seis und Jensen. 1892 bis 1944 war er als Lehrer am Konservatorium in Koblenz tätig, wo er Klavier, Komposition und Theorie unterrichtete. Sein wohl bekanntester Schüler ist Theo Mackeben.
Neben seiner Lehrtätigkeit trat er auch als Konzertpianist auf und schuf von 1910 bis zu seinem Tod viele Kompositionen, die zum größten Teil in seinem Nachlass im Landeshauptarchiv Koblenz überliefert sind. Hervorzuheben sind unter den Orchesterwerken der 93. Psalm für gemischten Chor, Soloquartett, Orchester und Orgel (vor 1920), die Symphonie (Nr. 1) Das hohe Lied von Liebe und Leid für großes Orchester, gemischten Chor und Soli (uraufgeführt 11. Oktober 1949 Koblenz), die Symphonie Nr. 2 in D-dur für großes Orchester (vor 1939), die Symphonische Fantasie Empor aus Schmach und Not für großes Orchester, gemischten Chor, Sopran und Bariton; der Text stammte von Jurist und Heimatdichter Karl Seekatz (1898–1964) und das Präludium und Fuge für großes Orchester (vor 1950).
Innerhalb der Kammermusik sind besonders zu nennen eine Weihnachtsfantasie für Klavier (ca. 1920), eine wohl am 17. März 1947 in Koblenz uraufgeführte Elegie für Klavier, mehrere Stücke für Streicher und ein Klaviertrio (vor 1950).
In der Gruppe der Vokalmusik sind als sein erstes Stück überhaupt das Rheinweinlied für gemischten Chor und Klavier (ca. 1910), das Kyrie für Sopran, Alt, Tenor und Bass mit Orgelbegleitung (ca. 1930), das Jubilate Deo für mehrstimmigen gemischten Chor mit Orgelbegleitung (vor 1940) und Nils Randers, Ballade für Männerchor, (ca. 1957/58) hervorzuheben.